# 大森藤野
大森藤野（日语：／ Ōmori Fujino），日本輕小說作家。

## 經歷
大森藤野在小說投稿網站「Arcadia」上將《在地下城尋求邂逅是否搞錯了什麼》改名為《眷屬的故事》，並投稿至第4屆GA文庫大獎獲得大獎後，又改回書名，首次亮相。

## 人物、逸事
與《在地下城尋求邂逅是否搞錯了什麼》中飾演主角貝爾·克朗尼的配音員松岡禎丞關係很好，經常一起吃飯，並用LINE進行交流。松岡表示，當他發現很難掌握台詞的細微差別時，例如在遊戲錄音期間，他發現能夠透過LINE與老師確認事情讓他感到安心。

## 作品列表

### 小說
- 在地下城尋求邂逅是否搞錯了什麼[1]（〈GA文庫〉，SB Creative，插圖：安田典生，已出版20冊）
- 在地下城尋求邂逅是否搞錯了什麼 外傳 劍姬神聖譚（〈GA文庫〉，SB Creative，插圖：灰村清孝、人物原案：安田典生，已出版15冊）
- 在地下城尋求邂逅是否搞錯了什麼 眷族編年史（〈GA文庫〉，SB Creative，插圖：、人物原案：安田典生，已出版3冊）

#### 選集收錄
- 約會大作戰 ANOTHER ROUTE（〈富士見Fantasia文庫〉，KADOKAWA，原作：橘公司，插圖：Tsunako，全1冊）—收錄

### 漫畫原作
- 在地下城尋求邂逅是否搞錯了什麼（漫畫：九二枝、人物原案：安田典生，《YOUNG GANGAN》，史克威爾艾尼克斯）
- 在地下城尋求邂逅是否搞錯了什麼 外傳 劍姬神聖譚（漫畫：矢樹貴，人物原案：灰村清孝、安田典生，《月刊GANGAN JOKER》，史克威爾艾尼克斯）
- 在地下城尋求邂逅是否搞錯了什麼 眷族編年史 episode琉（漫畫：桃山日生，人物原案：安田典生，《GANGAN ONLINE》，史克威爾艾尼克斯）
- 在地下城尋求邂逅是否搞錯了什麼 眷族編年史 episode芙蕾雅（漫畫：桃山日生，人物原案：安田典生，《Manga UP！（日语：マンガUP!）》，史克威爾艾尼克斯[2]）
- 杖與劍的魔劍譚（漫畫：青井聖，《别册少年Magazine》，講談社[3]，已出版13冊）

## 相關項目
- 日本小說家列表（日语：日本の小説家一覧）
- 奇幻小說家列表（日语：ファンタジー作家一覧）
- 輕小說作家列表（日语：ライトノベル作家一覧）

## 外部連結
- 大森藤野的X（前Twitter） （日語）